# 孫程
孫程（？年—132年），字稚卿，涿郡新城(今河北徐水西南)人，東漢時的宦官。

## 早年
漢安帝時任中黃門，掌內宮雜務。

## 延光宮變
延光四年（125年），安帝駕崩，原太子劉保已於一年前被廢，閻皇后擁漢章帝孫北鄉侯劉懿為帝。劉懿在位兩百餘日後病故，孫程等19名宦官殺閻顯、江京、劉安及陳達等人，擁廢太子劉保為漢順帝，順帝封19人為侯，封孫程為浮陽侯，加官騎都尉，官至奉車都尉。因此孫程等宦官史稱「十九侯」。

## 官場風波
永建元年（126年），孫程與張賢、孟叔、馬國等為司隸校尉虞詡訟罪，懷表上殿，呵叱左右。結果被漢順帝免去官職，其餘十八侯也被遣歸國，後來順帝徙封孫程為宜城侯，孫程不為動，最終順帝恢復十九侯的爵位，孫程、王道及李元更封為騎都尉。

## 身後
陽嘉元年（132年），孫程死，卒後諡號剛侯，准其弟孫美承襲宜城侯封國，由養子孫壽繼承浮陽侯爵位。

## 延伸阅读
[在维基数据编辑]
 《後漢書·卷78》，出自范晔《後漢書》
 《東觀漢記》